# Pepita

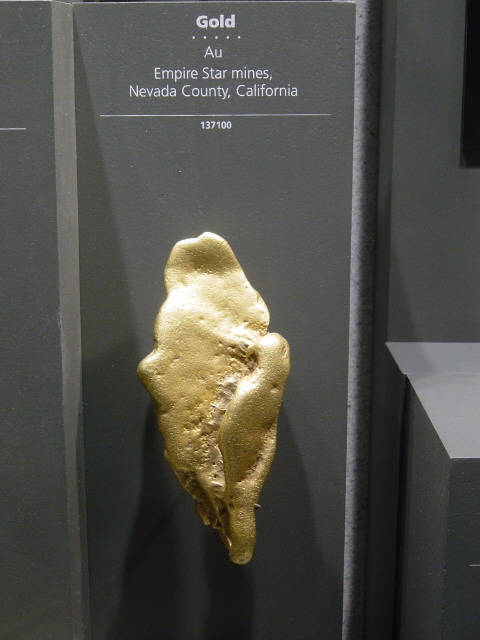
Uma pepita com aproximadamente quinze centímetros de comprimento encontrada no Condado de Nevada (Califórnia) e em exposição no Museu Nacional de História Natural (Estados Unidos).

Pepita (do espanhol pepita) é um metal nativo, em especial ao ouro, quando ocorre como grãos ou palhetas.

## Maiores pepitas
Três das maiores pepitas de ouro do mundo foram encontradas no Brasil, em Serra Pelada (Pará), e estão expostas, em estado natural, no Museu de Valores do Banco Central do Brasil, em Brasília:
- a maior com um peso bruto de 60,8 quilogramas, chamada Canaã, foi descoberta em 13 de setembro de 1983 por Júlio de Deus Filho.
- a segunda, com peso bruto de 42,7 quilogramas, foi descoberta em junho de 1983 por Albino Lienkim.
- e a terceira, com peso bruto de 39,5 quilogramas, foi descoberta em 4 de setembro de 1983, por José R. de Oliveira.

A primeira delas é a maior pepita de ouro em exposição do mundo. É parte de uma pepita bem maior, de 150 quilogramas, que se quebrou.
A maior pepita de platina de que se tem notícia foi descoberta em 1843, nos montes Urais, na Rússia. Tinha 9,635 quilogramas, mas já não existe, pois foi fundida. Das ainda existentes, a maior tem 7,860 quilogramas e é chamada de Gigante Ural.
As pepitas de ouro são raras e, consequentemente, mesmo uma pequena pepita vale uma vez e meia a duas vezes o preço do ouro. Elas são encontradas na terra.